# Le Jeudi
Le Jeudi és un setmanari en llengua francesa publicat a Luxemburg per Editpress. Le Jeudi va néixer el 1997. Le Jeudi va rebre 358,005 € en una subvenció de premsa estatal anual el 2009. La 2004 la difusió en paper era de 6.500 còpies.